# Roch Marc Christian Kaboré
Roch Marc Christian Kaboré (* 25. dubna 1957 Ouagadougou) je burkinafaský politik, v  letech 2015 až 2022 8. prezident Burkiny Faso. V letech 1994 až 1996 zastával funkci předsedy vlády Burkiny Faso, v letech 2002 až 2012 byl předsedou Národního shromáždění. Kaboré byl rovněž předsedou politické strany Kongres pro demokracii a pokrok (CDP), ze které vystoupil po protestech v roce 2014. Ve stejném roce založil stranu Lidové hnutí za pokrok (MPP).
Kaboré byl zvolen prezidentem v listopadových všeobecných volbách v roce 2015, a to již v prvním kole. Po nástupu do úřadu se stal prvním neprozatímním prezidentem za posledních 49 let, který neměl žádné předchozí vazby na armádu. Před svou politickou kariérou pracoval jako bankéř.
24. ledna 2022 byl Kaboré během státního převratu svržen a zadržen armádou. Po oznámení převratu armáda prohlásila, že parlament, vláda a ústava byly rozpuštěny.

## Mládí
Kaboré se narodil v Ouagadougou do rodiny bývalého ministra ve vládě Maurice Yaméoga a někdejšího zástupce guvernéra Centrální banky západoafrických států (BCEAO) Charlese Bila Kaborého. Po dokončení studií odešel v roce 1975 do Francie, kde vystudoval ekonomii se zaměřením na podnikové řízení na Burgundské univerzitě. Získal zde v roce 1979 bakalářský titul a v roce 1980 magisterský titul. V roce 1980 se vrátil do své rodné země a o čtyři roky později se stal generálním ředitelem banky Banque Internationale du Burkina.
Během studií ve Francii se Kaboré seznámil se svou chotí Sikou Bellou Kaboré. Jejich svatba proběhla v roce 1982, mají spolu tři děti.

## Kariéra

### Bankovnictví
Kaboré, stejně jako jeho otec, pracoval jako bankéř v Mezinárodní burkinské bance (BIB). Během prezidentství Thomase Sankary byl povýšen do čela největší burkinské banky. V roce 1984, ve svých 27 letech, byl jmenován generálním ředitelem BIB; v této funkci zůstal až do září 1989, kdy byl jmenován do vlády.

### Politická kariéra
Jeho politická kariéra začala v roce 1989, když byl jmenován ministrem dopravy a telekomunikací. Od roku 1990 byl ministrem zahraničí a v květnu 1992 se stal členem parlamentu pro volební obvod v provincii Kadiogo. V červnu 1993 převzal kancelář ministra financí a plánování. Od září 1993 byl ministrem zahraničí a 22. března 1994 se stal předsedou vlády. Během svého působení zprivatizoval některé státní podniky, čímž vyvolal kritiku. 6. února 1996 odstoupil z jeho funkce, aby se stal prvním místopředsedou vládnoucí strany a zvláštním poradcem prezidenta.
Kaboré byl součástí politické strany Kongres pro demokracii a pokrok (Congrès pour la démocratie et le progrès, CDP) v letech 1987 až 2014 společně s prezidentem Blaisem Compaorém. V roce 1996 získal funkci zvláštního poradce prezidenta a v parlamentních volbách 11. května 1997 byl znovu zvolen poslancem parlamentu. Stal se místopředsedou parlamentu a jeho strana jej v roce 1999 jmenovala generálním tajemníkem. Dne 6. května 2002 byl zvolen předsedou Národního shromáždění. V této funkci zůstal až do roku 2012. Straně CDP předsedal od června 2003 až do parlamentních voleb v prosinci 2012. Po parlamentních volbách ovšem vyšlo najevo vnitřní napětí ve straně CDP a Kaboré byl spolu s dalšími blízkými důvěrníky ze strany vyloučen. V lednu 2014 se od CDP oddělil a stal se předsedou nově vzniklé strany Lidové hnutí za pokrok (Mouvement du peuple pour le progrès, MPP).
| Funkce                                                           | Doba trvání/zvolení do funkce  |
| ---------------------------------------------------------------- | ------------------------------ |
| Ministr dopravy a telekomunikací                                 | 21. září 1989                  |
| Ministr pro státní správu                                        | 16. února 1992                 |
| Člen parlamentu za Region Kadiogo za stranu ODP/MT (později CDP) | 24. května 1992                |
| Ministr financí a plánování                                      | 19. června 1992 – 3. září 1993 |
| Ministr pro státní správu                                        | 3. září 1993 – 20. března 1994 |
| Předseda vlády                                                   | 20. března 1994                |
| Zvláštní poradce prezidenta Burkiny Faso                         | únor 1996 – červen 1997        |
| Člen Národního shromáždění za stranu CDP                         | 11. května 1997                |
| Generální tajemník strany CDP                                    | srpen 1999                     |
| Předseda Národního shromáždění                                   | 6. červen 2002                 |
| Předseda strany Kongres pro demokracii a pokrok (CDP)            | srpen 2003                     |
| Prezident Burkiny Faso                                           | listopad 2015                  |

### Prezidentství

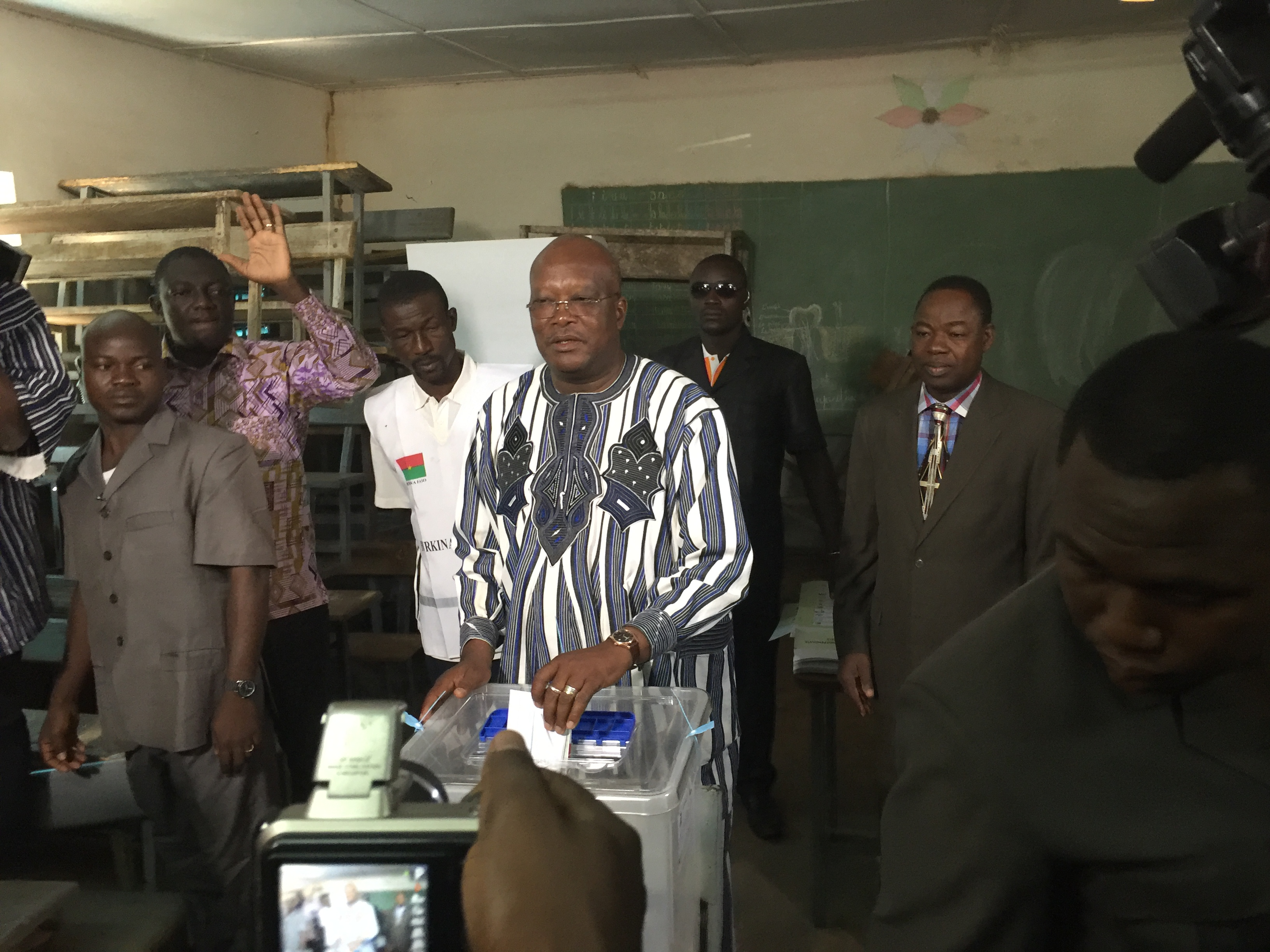
Roch Kaboré odevzdává svůj hlas v prezidentských volbách 2015

Nová strana CDP jej nominovala jako kandidáta na prezidentské volby konané dne 29. listopadu 2015. V těchto volbách zvítězil s téměř 53,5 % již v prvním kole proti nejsilnějšímu konkurentovi Zéphirinu Diabrému. Inaugurace proběhla 29. prosince 2015.
Kaboré byl znovuzvolen 22. listopadu 2020, kdy opět vyhrál již v prvním kole s ještě větším ziskem 57,87 % hlasů. Druhý skončil Eddie Komboïgo s 15,48 %, až na třetím místě se umístil Kaborého nejvážnější soupeř z předchozí volby Diabré s 12,46 %. Opozice nad průběhem voleb vyjádřila mírné pochybnosti, například kvůli situaci, kdy ve volební místnosti na východě země chybělo asi 30 volebních lístků. Dalších téměř 3 000 volebních místností v rizikových oblastech se z bezpečnostních důvodů neotevřelo vůbec, což znemožnilo volit až 350 000 voličům.

#### Uvěznění a zatčení
Po státním převratu byl dne 24. ledna 2022 unesen armádou Burkiny Faso a odvezen na neznámé místo. Moc v zemi převzala vojenská junta pod názvem Vlastenecké hnutí za ochranu a obnovu (Mouvement patriotique pour la sauvegarde et la restauration, MPSR), kterou vedl podplukovník Paul-Henri Damiba. MPSR později sdílelo Kaborého ručně psaný dopis o své rezignaci, v němž bylo uvedeno: „V zájmu národa jsem se v návaznosti na včerejší události rozhodl odstoupit z funkce prezidenta Burkiny Faso." Poté bylo oznámeno, že Kaboré byl zadržen ve vojenských kasárnách a v únoru 2022 byl převezen do domácího vězení.
ECOWAS vyvíjel na vojenský režim v zemi tlak, aby Kaborého propustil, což se stalo v dubnu 2022, kdyby byl propuštěn z domácího vězení.

## Ocenění

### Národní
- Velkokříž Národního řádu Burkiny Faso (2015)
- Velký důstojník Národního řádu
- Komandér národního řádu

### Zahraniční
- Velkokříž Řádu Plejády Asociace frankofonních parlamentů

### Titul
- Čestný doktorát Univerzity Bourgogne-Franche-Comté (2018)